# Santa Amélia
Santa Amélia is een gemeente in de Braziliaanse deelstaat Paraná. De gemeente telt 4.105 inwoners (schatting 2009).

## Aangrenzende gemeenten
De gemeente grenst aan Abatiá, Bandeirantes, Cornélio Procópio en Ribeirão do Pinhal.